# Delage Type AB
Pour les articles homonymes, voir Delage.
La Delage Type AB est une automobile du constructeur automobile français Delage, construite à 22 exemplaires entre 1910 et 1915.

## Historique

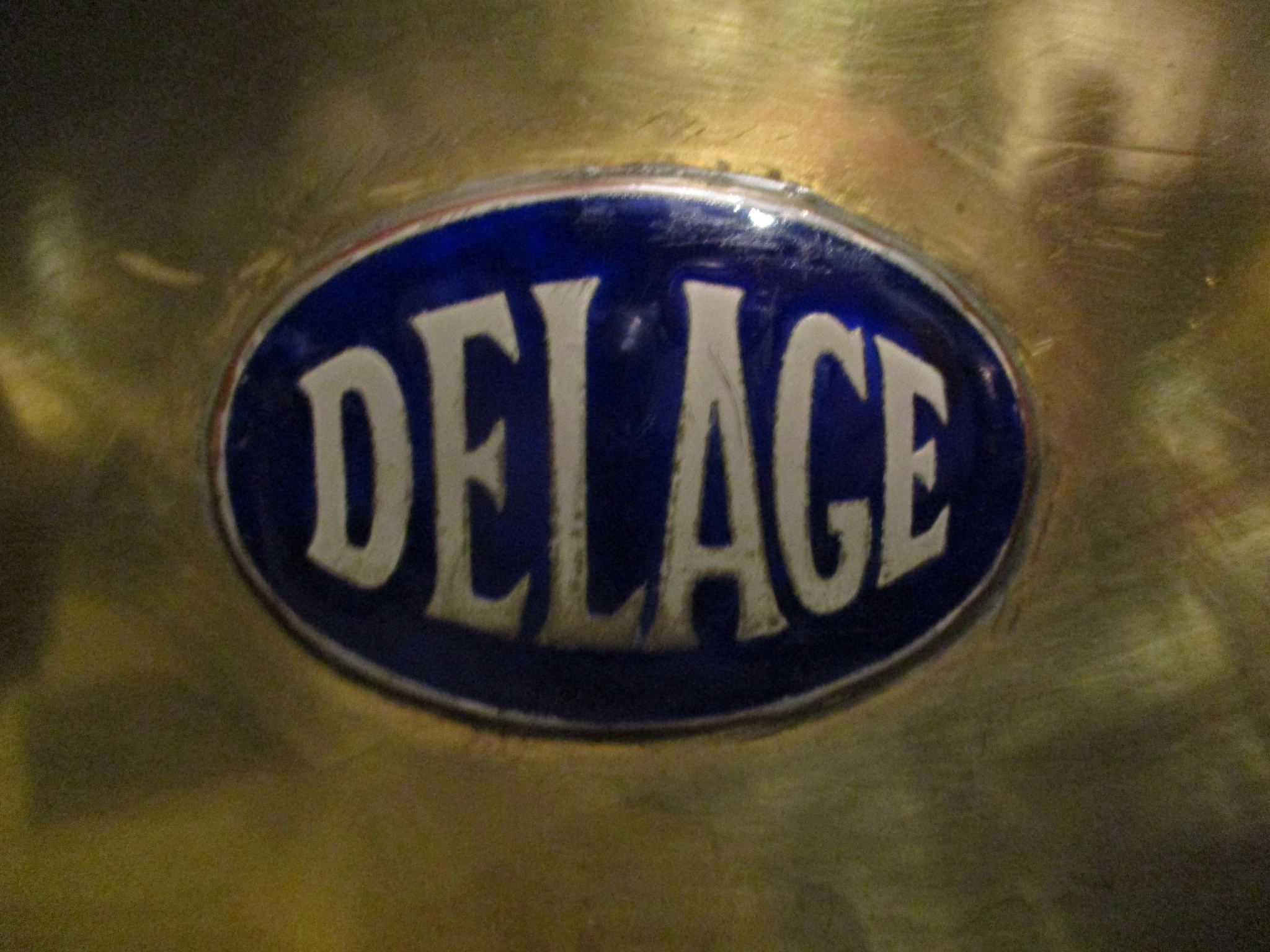
Logo Delage AB
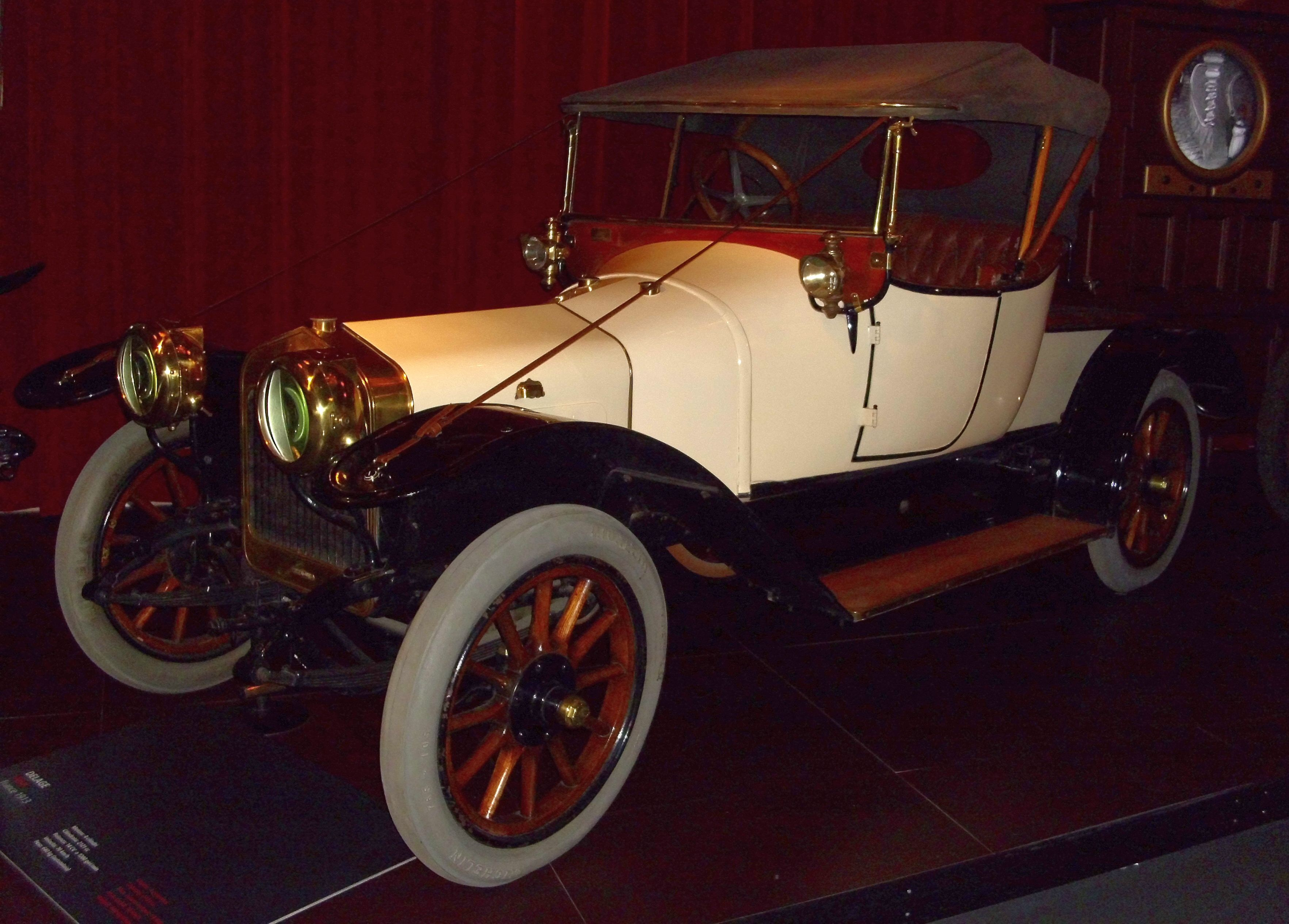
Delage AB-8 de 1913
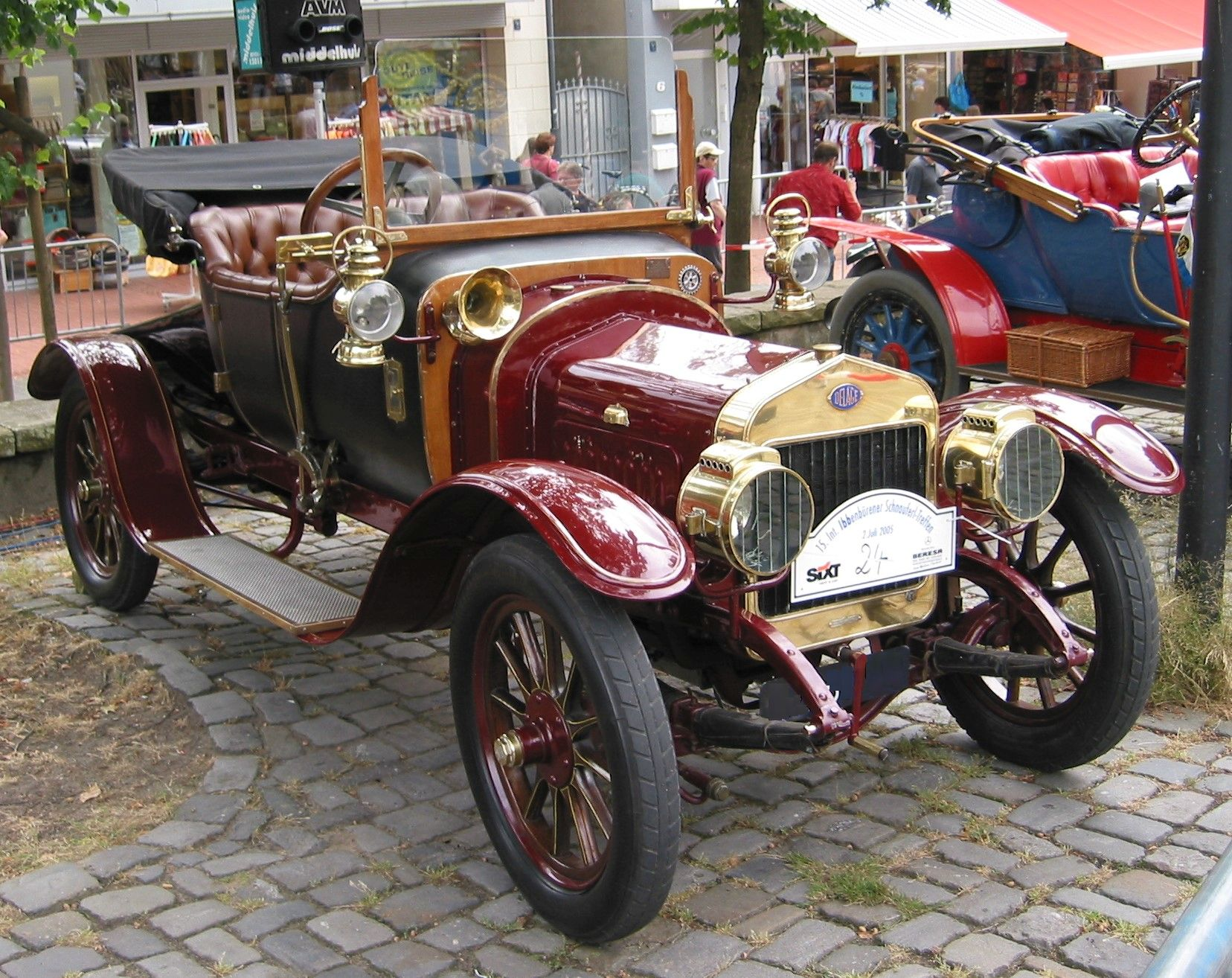
Delage AB de 1911

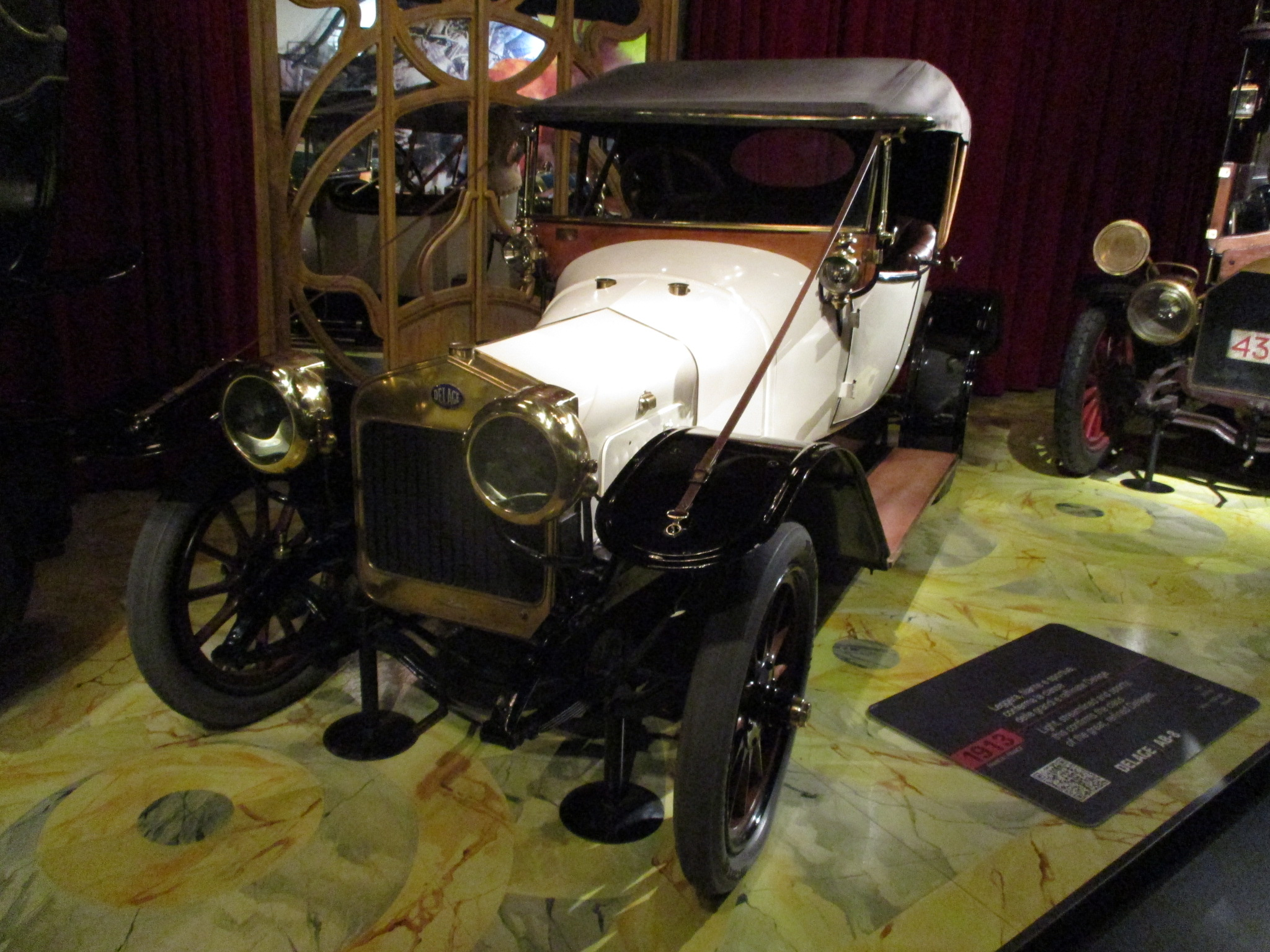
Delage AB-8 de 1913
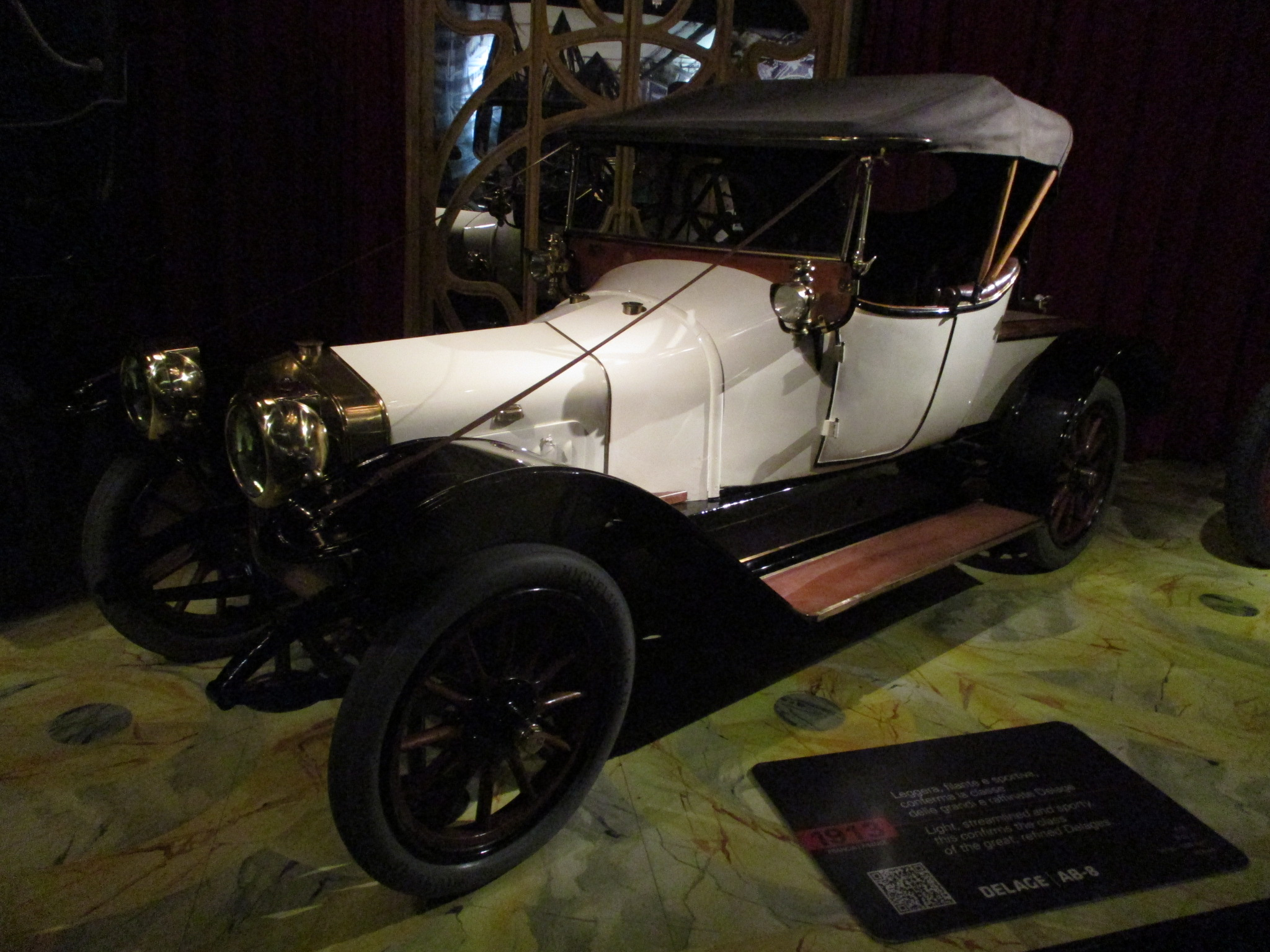
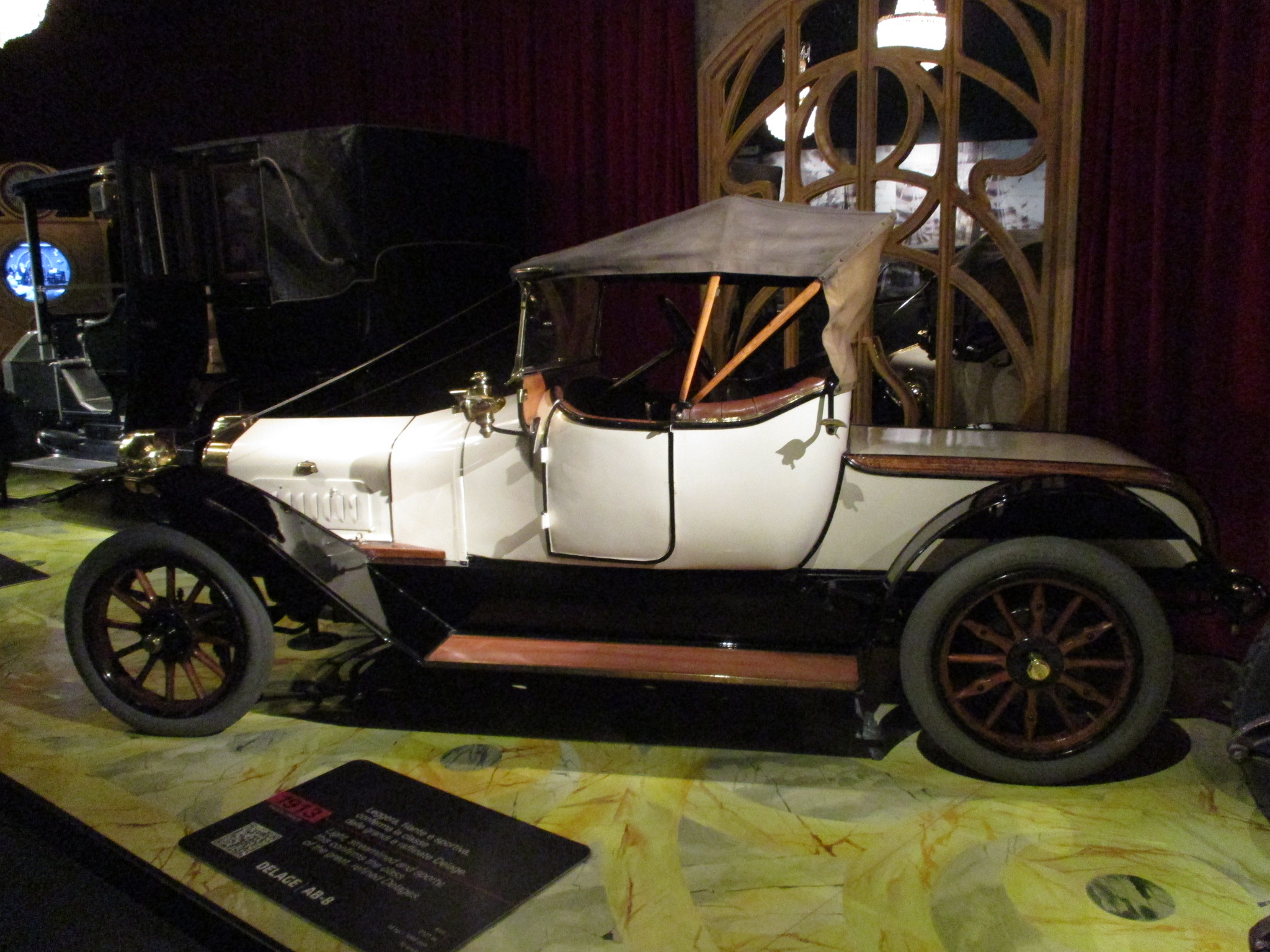